# Équipe d'Arabie saoudite de football à la Coupe du monde 2018
Cet article relate le parcours de l’équipe d'Arabie saoudite de football lors de la Coupe du monde de football 2018 organisée en Russie du 14 juin au 15 juillet 2018.

## Préparation de l'événement

### Qualification

#### Deuxième tour
| Rang | Équipe              | Pts | J | G | N | P | Bp | Bc | Diff |  | Résultats (▼ dom., ► ext.) |      |     |     |      |     |
| ---- | ------------------- | --- | - | - | - | - | -- | -- | ---- |  | -------------------------- | ---- | --- | --- | ---- | --- |
| 1    | Arabie saoudite     | 20  | 8 | 6 | 2 | 0 | 28 | 4  | +24  |  | Arabie saoudite            |      | 2-1 | 3-2 | 2-0  | 7-0 |
| 2    | Émirats arabes unis | 17  | 8 | 5 | 2 | 1 | 25 | 4  | +21  |  | Émirats arabes unis        | 1-1  |     | 2-0 | 10-0 | 8-0 |
| 3    | Palestine           | 12  | 8 | 3 | 3 | 2 | 22 | 6  | +16  |  | Palestine                  | 0-0  | 0-0 |     | 6-0  | 7-0 |
| 4    | Malaisie            | 4   | 8 | 1 | 1 | 6 | 3  | 30 | -27  |  | Malaisie                   | 0-3  | 1-2 | 0-6 |      | 1-1 |
| 5    | Timor oriental      | 2   | 8 | 0 | 2 | 6 | 2  | 36 | -34  |  | Timor oriental             | 0-10 | 0-1 | 1-1 | 0-1  |     |

| 1er match                  | Arabie saoudite                     | 3 – 2   | Palestine                    |                                                                                             |                                                                                             |
| 11 juin 2015 18h00 (UTC+3) | Al-Shehri 6e · Al-Sahlawi 47e 90+3e | (1 – 0) | 51e Tamburrini · 90+2e Jadue | Stade Prince Mohamed bin Fahd, Dammam Spectateurs : 4 820 Arbitrage : Abdulrahman Al-Jassim | Stade Prince Mohamed bin Fahd, Dammam Spectateurs : 4 820 Arbitrage : Abdulrahman Al-Jassim |
| 11 juin 2015 18h00 (UTC+3) | Rapport (FIFA)                      |         |                              | Stade Prince Mohamed bin Fahd, Dammam Spectateurs : 4 820 Arbitrage : Abdulrahman Al-Jassim | Stade Prince Mohamed bin Fahd, Dammam Spectateurs : 4 820 Arbitrage : Abdulrahman Al-Jassim |

| 2e match                       | Arabie saoudite                                                                               | 7 – 0   | Timor oriental |                                                                                 |                                                                                 |
| 3 septembre 2015 20h40 (UTC+3) | Al-Shehri 2e · Al-Sahlawi 23e (pen.) 26e 71e · Al-Faraj 30e · Al-Jassim 32e · Al-Muwallad 73e | (5 – 0) |                | Stade du Roi-Abdullah, Djeddah Spectateurs : 11 000 Arbitrage : Timur Faizullin | Stade du Roi-Abdullah, Djeddah Spectateurs : 11 000 Arbitrage : Timur Faizullin |
| 3 septembre 2015 20h40 (UTC+3) | Rapport (FIFA)                                                                                |         |                | Stade du Roi-Abdullah, Djeddah Spectateurs : 11 000 Arbitrage : Timur Faizullin | Stade du Roi-Abdullah, Djeddah Spectateurs : 11 000 Arbitrage : Timur Faizullin |

| 3e match                       | Malaisie       | 0 – 3 Forfait | Arabie saoudite                |                                                                         |                                                                         |
| 8 septembre 2015 20h40 (UTC+3) | Safiq 70e      |               | 73e Al-Jassim · 76e Al-Sahlawi | Stade Shah Alam, Shah Alam Spectateurs : 7 000 Arbitrage : Liu Kwok Man | Stade Shah Alam, Shah Alam Spectateurs : 7 000 Arbitrage : Liu Kwok Man |
| 8 septembre 2015 20h40 (UTC+3) | Rapport (FIFA) |               |                                | Stade Shah Alam, Shah Alam Spectateurs : 7 000 Arbitrage : Liu Kwok Man | Stade Shah Alam, Shah Alam Spectateurs : 7 000 Arbitrage : Liu Kwok Man |

| 4e match                     | Arabie saoudite           | 2 - 1   | Émirats arabes unis |                                                                               |                                                                               |
| 8 octobre 2015 20h00 (UTC+3) | Al-Sahlawi 45e 90e (pen.) | (1 – 1) | 18e Khalil          | Stade du Roi-Abdullah, Djeddah Spectateurs : 32 482 Arbitrage : Muhammad Taqi | Stade du Roi-Abdullah, Djeddah Spectateurs : 32 482 Arbitrage : Muhammad Taqi |
| 8 octobre 2015 20h00 (UTC+3) | Rapport (FIFA)            |         |                     | Stade du Roi-Abdullah, Djeddah Spectateurs : 32 482 Arbitrage : Muhammad Taqi | Stade du Roi-Abdullah, Djeddah Spectateurs : 32 482 Arbitrage : Muhammad Taqi |

| 5e match                      | Palestine      | 0 - 0   | Arabie saoudite |                                                                       |                                                                       |
| 9 novembre 2015 16h00 (UTC+2) |                | (0 – 0) |                 | Stade d'Amman, Amman Spectateurs : 10 000 Arbitrage : Adham Makhadmeh | Stade d'Amman, Amman Spectateurs : 10 000 Arbitrage : Adham Makhadmeh |
| 9 novembre 2015 16h00 (UTC+2) | Rapport (FIFA) |         |                 | Stade d'Amman, Amman Spectateurs : 10 000 Arbitrage : Adham Makhadmeh | Stade d'Amman, Amman Spectateurs : 10 000 Arbitrage : Adham Makhadmeh |

| 6e match                       | Timor oriental | 0 - 10  | Arabie saoudite |                                                                    |                                                                    |
| 17 novembre 2015 16h00 (UTC+9) |                | (0 – 4) | 29e (pen.) 42e 55e (pen.) 70e 89e Al-Sahlawi · 34e Hawsawi · 35e Al-Shehri · 85e Al-Jassim · 90e Hazazi · 90+2e Al-Muwallad | Stade national, Dili Spectateurs : 2 000 Arbitrage : Alan Milliner | Stade national, Dili Spectateurs : 2 000 Arbitrage : Alan Milliner |
| 17 novembre 2015 16h00 (UTC+9) | Rapport (FIFA) |         | | Stade national, Dili Spectateurs : 2 000 Arbitrage : Alan Milliner | Stade national, Dili Spectateurs : 2 000 Arbitrage : Alan Milliner |

| 7e match                   | Arabie saoudite                | 2 - 0   | Malaisie |                                                                              |                                                                              |
| 24 mars 2016 20h00 (UTC+3) | Al-Sahlawi 50e · Al-Jassim 74e | (0 – 0) |          | Stade du Roi-Abdullah, Djeddah Spectateurs : 34 839 Arbitrage : Kim Dong-jin | Stade du Roi-Abdullah, Djeddah Spectateurs : 34 839 Arbitrage : Kim Dong-jin |
| 24 mars 2016 20h00 (UTC+3) | Rapport (FIFA)                 |         |          | Stade du Roi-Abdullah, Djeddah Spectateurs : 34 839 Arbitrage : Kim Dong-jin | Stade du Roi-Abdullah, Djeddah Spectateurs : 34 839 Arbitrage : Kim Dong-jin |

| 8e match                   | Émirats arabes unis | 1 - 1   | Arabie saoudite |                                                                                      |                                                                                      |
| 29 mars 2016 19h00 (UTC+4) | Abdulrahman 52e     | (0 – 1) | 24e Al-Jassim   | Stade Mohammed-Bin-Zayed, Abu Dhabi Spectateurs : 32 325 Arbitrage : Nawaf Shukralla | Stade Mohammed-Bin-Zayed, Abu Dhabi Spectateurs : 32 325 Arbitrage : Nawaf Shukralla |
| 29 mars 2016 19h00 (UTC+4) | Rapport (FIFA)      |         |                 | Stade Mohammed-Bin-Zayed, Abu Dhabi Spectateurs : 32 325 Arbitrage : Nawaf Shukralla | Stade Mohammed-Bin-Zayed, Abu Dhabi Spectateurs : 32 325 Arbitrage : Nawaf Shukralla |

#### Troisième tour
| Rang | Équipe              | Pts | J  | G | N | P | Bp | Bc | Diff |  | Résultats (▼ dom., ► ext.) |     |     |     |     |     |     |
| ---- | ------------------- | --- | -- | - | - | - | -- | -- | ---- |  | -------------------------- | --- | --- | --- | --- | --- | --- |
| 1    | Japon               | 20  | 10 | 6 | 2 | 2 | 17 | 7  | +10  |  | Japon                      |     | 2-1 | 2-0 | 1-2 | 2-1 | 4-0 |
| 2    | Arabie saoudite     | 19  | 10 | 6 | 1 | 3 | 17 | 10 | +7   |  | Arabie saoudite            | 1-0 |     | 2-2 | 3-0 | 1-0 | 1-0 |
| 3    | Australie           | 19  | 10 | 5 | 4 | 1 | 16 | 11 | +5   |  | Australie                  | 1-1 | 3-2 |     | 2-0 | 2-0 | 2-1 |
| 4    | Émirats arabes unis | 13  | 10 | 4 | 1 | 5 | 10 | 13 | -3   |  | Émirats arabes unis        | 0-2 | 2-1 | 0-1 |     | 2-0 | 3-1 |
| 5    | Irak                | 11  | 10 | 3 | 2 | 5 | 11 | 12 | -1   |  | Irak                       | 1-1 | 1-2 | 1-1 | 1-0 |     | 4-0 |
| 6    | Thaïlande           | 2   | 10 | 0 | 2 | 8 | 6  | 24 | -18  |  | Thaïlande                  | 0-2 | 0-3 | 2-2 | 1-1 | 1-2 |     |

| 1er match                      | Arabie saoudite    | 1 – 0   | Thaïlande |                                                                   |                                                                   |
| 1er septembre 2016 20:30 UTC+3 | Al-Abed 84e (pen.) | (0 – 0) |           | Stade du Roi-Fahd, Riyad Spectateurs : 40 983 Arbitrage : Fu Ming | Stade du Roi-Fahd, Riyad Spectateurs : 40 983 Arbitrage : Fu Ming |
| 1er septembre 2016 20:30 UTC+3 | Rapport (FIFA)     |         |           | Stade du Roi-Fahd, Riyad Spectateurs : 40 983 Arbitrage : Fu Ming | Stade du Roi-Fahd, Riyad Spectateurs : 40 983 Arbitrage : Fu Ming |

| 2e match                     | Irak             | 1 – 2   | Arabie saoudite               |                                                                            |                                                                            |
| 6 septembre 2016 19:00 UTC+8 | Abdul-Raheem 18e | (1 – 0) | 81e (pen.) 88e (pen.) Al-Abed | Stade Shah Alam, Shah Alam Spectateurs : 3 400 Arbitrage : Khamis Al-Marri | Stade Shah Alam, Shah Alam Spectateurs : 3 400 Arbitrage : Khamis Al-Marri |
| 6 septembre 2016 19:00 UTC+8 | Rapport (FIFA)   |         |                               | Stade Shah Alam, Shah Alam Spectateurs : 3 400 Arbitrage : Khamis Al-Marri | Stade Shah Alam, Shah Alam Spectateurs : 3 400 Arbitrage : Khamis Al-Marri |

| 3e match                   | Arabie saoudite                | 2 – 2   | Australie                 |                                                                                 |                                                                                 |
| 6 octobre 2016 20:45 UTC+3 | Al-Jassim 5e · Al-Shamrani 79e | (1 – 1) | 45e Sainsbury · 71e Juric | Stade du Roi-Abdullah, Djeddah Spectateurs : 51 616 Arbitrage : Ravshan Irmatov | Stade du Roi-Abdullah, Djeddah Spectateurs : 51 616 Arbitrage : Ravshan Irmatov |
| 6 octobre 2016 20:45 UTC+3 | Rapport (FIFA)                 |         |                           | Stade du Roi-Abdullah, Djeddah Spectateurs : 51 616 Arbitrage : Ravshan Irmatov | Stade du Roi-Abdullah, Djeddah Spectateurs : 51 616 Arbitrage : Ravshan Irmatov |

| 4e match                    | Arabie saoudite                               | 3 – 0   | Émirats arabes unis |                                                                                |                                                                                |
| 11 octobre 2016 20:45 UTC+3 | Al-Muwallad 73e · Al-Abed 79e · Al-Shehri 90e | (0 – 0) |                     | Stade du Roi-Abdullah, Djeddah Spectateurs : 60 102 Arbitrage : Kim Jong-hyeok | Stade du Roi-Abdullah, Djeddah Spectateurs : 60 102 Arbitrage : Kim Jong-hyeok |
| 11 octobre 2016 20:45 UTC+3 | Rapport (FIFA)                                |         |                     | Stade du Roi-Abdullah, Djeddah Spectateurs : 60 102 Arbitrage : Kim Jong-hyeok | Stade du Roi-Abdullah, Djeddah Spectateurs : 60 102 Arbitrage : Kim Jong-hyeok |

| 5e match                     | Japon                               | 2 – 1   | Arabie saoudite |                                                                            |                                                                            |
| 15 novembre 2016 19:35 UTC+9 | Kiyotake 45e (pen.) · Haraguchi 80e | (1 – 0) | 90e Hawsawi     | Stade Saitama 2002, Saitama Spectateurs : 58 420 Arbitrage : Muhammad Taqi | Stade Saitama 2002, Saitama Spectateurs : 58 420 Arbitrage : Muhammad Taqi |

| 6e match                 | Thaïlande | 0 – 3   | Arabie saoudite                                         |                                                                     |                                                                     |
| 23 mars 2017 19:00 UTC+7 |           | (0 – 1) | 25e Al-Shahlawi · 84e (csc) Tanaboon · 90+2e Al-Moasher | Rajamangala, Bangkok Spectateurs : 41 613 Arbitrage : Ali Abdulnabi | Rajamangala, Bangkok Spectateurs : 41 613 Arbitrage : Ali Abdulnabi |

| 7e match                 | Arabie saoudite | 1 – 0   | Irak |                                                                                    |                                                                                    |
| 28 mars 2017 20:30 UTC+3 | Al-Shehri 53e   | (0 – 0) |      | Stade du Roi-Abdullah, Djeddah Spectateurs : 60 153 Arbitrage : Valentin Kovalenko | Stade du Roi-Abdullah, Djeddah Spectateurs : 60 153 Arbitrage : Valentin Kovalenko |
| 28 mars 2017 20:30 UTC+3 | (Rapport)       |         |      | Stade du Roi-Abdullah, Djeddah Spectateurs : 60 153 Arbitrage : Valentin Kovalenko | Stade du Roi-Abdullah, Djeddah Spectateurs : 60 153 Arbitrage : Valentin Kovalenko |

| 8e match                   | Australie                | 3 – 2   | Arabie saoudite                   |                                                                          |                                                                          |
| 8 juin 2017 19:30 UTC+9:30 | Jurić 7e 36e · Rogic 64e | (2 – 2) | 23e Al-Dossari · 45+2e Al-Sahlawi | Adelaide Oval, Adélaïde Spectateurs : 29 785 Arbitrage : Ravshan Irmatov | Adelaide Oval, Adélaïde Spectateurs : 29 785 Arbitrage : Ravshan Irmatov |

| 9e match                 | Émirats arabes unis       | 2 – 1   | Arabie saoudite    |                                                                               |                                                                               |
| 29 août 2017 20:30 UTC+4 | Mabkhout 21e · Khalil 60e | (1 – 1) | Al-Abed 20e (pen.) | Stade Hazza Bin Zayed, Al Ain Spectateurs : 10 221 Arbitrage : Kim Jong-hyeok | Stade Hazza Bin Zayed, Al Ain Spectateurs : 10 221 Arbitrage : Kim Jong-hyeok |

| 10e match                    | Arabie saoudite | 1 – 0   | Japon |                                                                                    |                                                                                    |
| 5 septembre 2017 20:30 UTC+3 | Al-Muwallad 63e | (0 – 0) |       | Stade du Roi-Abdullah, Djeddah Spectateurs : 62 165 Arbitrage : Valentin Kovalenko | Stade du Roi-Abdullah, Djeddah Spectateurs : 62 165 Arbitrage : Valentin Kovalenko |

#### Statistiques
| MJ | Joueurs |
| -- | ------- |
| 0  | 0       |

| Buts  | Joueurs |
| ----- | --- |
| 16    | Mohammad al-Sahlawi                                                                                                |
| 6     | Taisir al-Jassim                                                                                                   |
| 5     | Nawaf al-Abed, Yahya al-Shehri                                                                                     |
| 4     | Fahad al-Muwallad                                                                                                  |
| 1     | Salem al-Dossari, Salman al-Faraj, Omar Hawsawi, Osama Hawsawi, Naif Hazazi, Salman al-Moasher, Nasser al-Shamrani |
| (csc) | Tanaboon Kesarat                                                                                                   |

## Préparation

### Matchs de préparation à la Coupe du monde
Détail des matchs amicaux
| Match amical               | Arabie saoudite                                                         | 5 – 2   | Jamaïque                |                                                                                   |                                                                                   |
| 7 octobre 2017 20h30 UTC+3 | al-Dossari 22eAl-Hazaa 37eAl-Faraj 44e (pen.)Al-Breik 47eAl-Jouei 90+1e | (3 - 1) | 34e Hardware 67e Morgan | Stade du Roi-Abdullah, Djeddah Spectateurs : 8 226 Arbitrage : Sultan Al-Marzouqi | Stade du Roi-Abdullah, Djeddah Spectateurs : 8 226 Arbitrage : Sultan Al-Marzouqi |
| 7 octobre 2017 20h30 UTC+3 | Rapport                                                                 |         |                         | Stade du Roi-Abdullah, Djeddah Spectateurs : 8 226 Arbitrage : Sultan Al-Marzouqi | Stade du Roi-Abdullah, Djeddah Spectateurs : 8 226 Arbitrage : Sultan Al-Marzouqi |

| Match amical                | Arabie saoudite | 0 – 3   | Ghana                                   |                                                                                    |                                                                                    |
| 10 octobre 2017 20h15 UTC+3 |                 | (0 - 1) | 44e Nuhu · 68e (csc) Hawsawi 89e Partey | Stade du Roi-Abdullah, Djeddah Spectateurs : 13 707 Arbitrage : Sultan Al-Marzouqi | Stade du Roi-Abdullah, Djeddah Spectateurs : 13 707 Arbitrage : Sultan Al-Marzouqi |
| 10 octobre 2017 20h15 UTC+3 | Rapport         |         |                                         | Stade du Roi-Abdullah, Djeddah Spectateurs : 13 707 Arbitrage : Sultan Al-Marzouqi | Stade du Roi-Abdullah, Djeddah Spectateurs : 13 707 Arbitrage : Sultan Al-Marzouqi |

| Match amical               | Portugal                              | 3 – 0   | Arabie saoudite |                                                                              |                                                                              |
| 10 novembre 2017 21h45 HEC | Fernandes 33eGuedes 52eJoão Mário 90e | (1 - 0) |                 | Estádio do Fontelo, Viseu Spectateurs : 6 800 Arbitrage : Sebastian Colțescu | Estádio do Fontelo, Viseu Spectateurs : 6 800 Arbitrage : Sebastian Colțescu |
| 10 novembre 2017 21h45 HEC | Rapport                               |         |                 | Estádio do Fontelo, Viseu Spectateurs : 6 800 Arbitrage : Sebastian Colțescu | Estádio do Fontelo, Viseu Spectateurs : 6 800 Arbitrage : Sebastian Colțescu |

| Match amical               | Bulgarie  | 1 – 0   | Arabie saoudite |                                                                              |                                                                              |
| 13 novembre 2017 18h00 HEC | Popov 81e | (0 - 0) |                 | Estádio do Restelo, Lisbonne Spectateurs : 1 000 Arbitrage : Fábio Veríssimo | Estádio do Restelo, Lisbonne Spectateurs : 1 000 Arbitrage : Fábio Veríssimo |
| 13 novembre 2017 18h00 HEC | Rapport   |         |                 | Estádio do Restelo, Lisbonne Spectateurs : 1 000 Arbitrage : Fábio Veríssimo | Estádio do Restelo, Lisbonne Spectateurs : 1 000 Arbitrage : Fábio Veríssimo |

| Match amical           | Arabie saoudite | 1 – 1   | Ukraine     |                                                                                          |                                                                                          |
| 23 mars 2018 20h00 HEC | Al Muwallad 38e | (1 - 1) | Kravets 32e | Municipal de Marbella, Marbella Spectateurs : 1 800 Arbitrage : Alberto Undiano Mallenco | Municipal de Marbella, Marbella Spectateurs : 1 800 Arbitrage : Alberto Undiano Mallenco |
| 23 mars 2018 20h00 HEC | Rapport         |         |             | Municipal de Marbella, Marbella Spectateurs : 1 800 Arbitrage : Alberto Undiano Mallenco | Municipal de Marbella, Marbella Spectateurs : 1 800 Arbitrage : Alberto Undiano Mallenco |

| Match amical            | Belgique                                 | 4 – 0   | Arabie saoudite |                                                     |                                                     |
| 27 mars 2018 20h45 HAEC | Lukaku 13e 39eBatshuayi 77eDe Bruyne 78e | (2 - 0) |                 | Stade Roi Baudouin, Bruxelles Arbitrage : Matej Jug | Stade Roi Baudouin, Bruxelles Arbitrage : Matej Jug |
| 27 mars 2018 20h45 HAEC | Rapport                                  |         |                 | Stade Roi Baudouin, Bruxelles Arbitrage : Matej Jug | Stade Roi Baudouin, Bruxelles Arbitrage : Matej Jug |

| Match amical          | Arabie saoudite              | 2 – 0   | Algérie |                                                                                      |                                                                                      |
| 9 mai 2018 20h30 HAEC | Al-Faraj 19e · al-Shehri 81e | (1 - 0) |         | Estadio Ramón de Carranza, Cadix Spectateurs : 175 Arbitrage : Juan Martínez Munuera | Estadio Ramón de Carranza, Cadix Spectateurs : 175 Arbitrage : Juan Martínez Munuera |

| Match amical           | Arabie saoudite            | 2 – 0   | Grèce |                                                                                    |                                                                                    |
| 15 mai 2018 19h30 HAEC | al-Dossari 19e · Kanno 79e | (1 - 0) |       | Stade olympique de Séville, Séville Spectateurs : 100 Arbitrage : Carlos del Cerro | Stade olympique de Séville, Séville Spectateurs : 100 Arbitrage : Carlos del Cerro |

| Match amical     | Italie                      | 2 – 1   | Arabie saoudite |                                                                       |                                                                       |
| 28 mai 2018 HAEC | Balotelli 21e · Belotti 68e | (1 - 0) | 72e al-Shehri   | Kybunpark, Saint-Gall Spectateurs : 10 100 Arbitrage : Sandro Schärer | Kybunpark, Saint-Gall Spectateurs : 10 100 Arbitrage : Sandro Schärer |

| Match amical     | Arabie saoudite | 0 – 3 | Pérou                           |                       |                       |
| 3 juin 2018 HAEC |                 | (-)   | 20e Carrillo · 41e 64e Guerrero | Kybunpark, Saint-Gall | Kybunpark, Saint-Gall |

| Match amical           | Allemagne                     | 2 – 1   | Arabie saoudite |                                                                     |                                                                     |
| 8 juin 2018 19h30 HAEC | Werner 8e · Hawsawi 43e (csc) | (2 - 0) | 84e Al-Jassim   | BayArena, Leverkusen Spectateurs : 30 210 Arbitrage : Slavko Vinčić | BayArena, Leverkusen Spectateurs : 30 210 Arbitrage : Slavko Vinčić |

## Effectif
Ceci est la liste des 23 joueurs retenus pour la Coupe du monde de football de 2018, connue le 4 juin 2018
| Numéro / Nom       | Numéro / Nom          | Club            | Date de naissance et âge*  | J.              | Buts            |                 |                 |                 |
| Gardiens de but    | Gardiens de but       | Gardiens de but | Gardiens de but            | Gardiens de but | Gardiens de but | Gardiens de but | Gardiens de but | Gardiens de but |
| ------------------ | --------------------- | --------------- | -------------------------- | --------------- | --------------- | --------------- | --------------- | --------------- |
| 01                 | Abdullah Al-Mayouf    | Al-Hilal        | 23 janvier 1987 (31 ans)   | 1               | 0               | 0               | 0               | 0               |
| 21                 | Yasser Al-Mosailem    | Al-Ahli         | 27 février 1984 (34 ans)   | 1               | 0               | 0               | 0               | 0               |
| 22                 | Mohammed Al-Owais     | Al-Ahli         | 10 octobre 1991 (26 ans)   | 1               | 0               | 0               | 0               | 0               |
| Défenseurs         |                       |                 |                            |                 |                 |                 |                 |                 |
| 02                 | Mansoor al-Harbi      | Al-Ahli         | 19 octobre 1987 (30 ans)   | 1               | 0               | 0               | 0               | 0               |
| 03                 | Osama Hawsawi         | Al-Hilal        | 31 mars 1984 (34 ans)      | 3               | 0               | 0               | 0               | 0               |
| 04                 | Ali Al-Bulaihi        | Al-Hilal        | 21 novembre 1989 (28 ans)  | 1               | 0               | 0               | 0               | 0               |
| 05                 | Omar Hawsawi          | Al-Nassr        | 27 septembre 1985 (32 ans) | 1               | 0               | 0               | 0               | 0               |
| 06                 | Mohammed Al-Breik     | Al-Hilal        | 15 septembre 1992 (25 ans) | 2               | 0               | 0               | 0               | 0               |
| 13                 | Yasser al-Shahrani    | Al-Hilal        | 25 mai 1992 (26 ans)       | 3               | 0               | 0               | 0               | 0               |
| 23                 | Motaz Hawsawi         | Al-Ahli         | 17 février 1992 (26 ans)   | 1               | 0               | 0               | 0               | 0               |
| Milieux de terrain |                       |                 |                            |                 |                 |                 |                 |                 |
| 07                 | Salman Al-Faraj       | Al-Hilal        | 1er août 1989 (28 ans)     | 3               | 1               | 0               | 0               | 0               |
| 08                 | Yahya al-Shehri       | Al-Nassr        | 26 juin 1990 (27 ans)      | 2               | 0               | 0               | 0               | 0               |
| 09                 | Hattan Bahebri        | Al-Shabab       | 16 juillet 1992 (25 ans)   | 3               | 0               | 0               | 0               | 0               |
| 11                 | Abdulmalek Al-Khaibri | Al-Hilal        | 13 mars 1986 (32 ans)      | 0               | 0               | 0               | 0               | 0               |
| 12                 | Mohamed Kanno         | Al-Hilal        | 22 septembre 1994 (23 ans) | 1               | 0               | 0               | 0               | 0               |
| 14                 | Abdullah Otayf        | Al-Hilal        | 3 août 1992 (25 ans)       | 3               | 0               | 0               | 0               | 0               |
| 15                 | Abdullah Al-Khaibari  | Al-Shabab       | 16 août 1996 (21 ans)      | 0               | 0               | 0               | 0               | 0               |
| 16                 | Housain Al-Mogahwi    | Al-Ahli         | 28 janvier 1988 (30 ans)   | 2               | 0               | 0               | 0               | 0               |
| 17                 | Taisir al-Jassim      | Al-Ahli         | 25 juillet 1984 (33 ans)   | 2               | 0               | 1               | 0               | 0               |
| 18                 | Salem al-Dossari      | Villarreal CF   | 19 août 1991 (26 ans)      | 3               | 1               | 0               | 0               | 0               |
| Attaquants         |                       |                 |                            |                 |                 |                 |                 |                 |
| 10                 | Mohammad al-Sahlawi   | Al-Nassr        | 10 janvier 1987 (31 ans)   | 2               | 0               | 0               | 0               | 0               |
| 19                 | Fahad al-Muwallad     | Levante UD      | 14 septembre 1994 (23 ans) | 3               | 0               | 0               | 0               | 0               |
| 20                 | Muhannad Assiri       | Al-Ahli         | 14 octobre 1986 (31 ans)   | 2               | 0               | 0               | 0               | 0               |
| Sélectionneur      |                       |                 |                            |                 |                 |                 |                 |                 |
|                    | Juan Antonio Pizzi    |                 | 7 juin 1968 (50 ans)       |                 |                 |                 |                 |                 |

* NB : Les âges sont calculés au début de la Coupe du monde 2018, le 14 juin 2018.

## Compétition

### Format et tirage au sort
Le tirage au sort de la Coupe du monde a lieu le vendredi 1er décembre 2017 au Kremlin à Moscou. C’est le classement d’octobre qui est pris en compte, la sélection se classe 63e du classement FIFA, et l'Arabie saoudite est placée dans le chapeau 4.

### Premier tour - Groupe A
|   | Équipe          | Pts | J | G | N | P | Bp | Bc | Diff |
| 1 | Uruguay         | 9   | 3 | 3 | 0 | 0 | 5  | 0  | +5   |
| 2 | Russie          | 6   | 3 | 2 | 0 | 1 | 8  | 4  | +4   |
| 3 | Arabie saoudite | 3   | 3 | 1 | 0 | 2 | 2  | 7  | -5   |
| 4 | Égypte          | 0   | 3 | 0 | 0 | 3 | 2  | 6  | -4   |

| 1  | 14 juin 2018 | Russie          | 5 - 0 | Arabie saoudite |
| 2  | 15 juin 2018 | Égypte          | 0 - 1 | Uruguay         |
| 17 | 19 juin 2018 | Russie          | 3 - 1 | Égypte          |
| 18 | 20 juin 2018 | Uruguay         | 1 - 0 | Arabie saoudite |
| 33 | 25 juin 2018 | Uruguay         | 3 - 0 | Russie          |
| 34 | 25 juin 2018 | Arabie saoudite | 2 - 1 | Égypte          |

#### Russie - Arabie saoudite
| Match 1                                                  | Russie | 5 - 0   | Arabie saoudite | Stade Loujniki, Moscou                         |                                                |
| 14 juin 2018 · 18:00 (UTC+3) · Historique des rencontres | ( Alexandre Golovine) Iouri Gazinski 12e · ( Roman Zobnine) Denis Tcherychev 43e · ( Alexandre Golovine) Artiom Dziouba 71e · ( Artiom Dziouba) Denis Tcherychev 90+1e · Alexandre Golovine 90+4e | (2 - 0) |                 | Spectateurs : 78 011 Arbitrage : Néstor Pitana | Spectateurs : 78 011 Arbitrage : Néstor Pitana |
| 14 juin 2018 · 18:00 (UTC+3) · Historique des rencontres | Rapport |         |                 | Spectateurs : 78 011 Arbitrage : Néstor Pitana | Spectateurs : 78 011 Arbitrage : Néstor Pitana |

| Russie | Arabie saoudite |

| RUSSIE :                |    |                      |     |     |
|                         |    |                      |     |     |
| Gardien de but          | 01 | Igor Akinfeïev       |     |     |
|                         | 02 | Mário Fernandes      |     |     |
|                         | 03 | Ilia Koutepov        |     |     |
|                         | 04 | Sergueï Ignachevitch |     |     |
|                         | 18 | Iouri Jirkov         |     |     |
|                         | 08 | Iouri Gazinski       |     |     |
|                         | 11 | Roman Zobnine        |     |     |
|                         | 19 | Alexandre Samedov    |     | 64e |
|                         | 09 | Alan Dzagoïev        |     | 24e |
|                         | 17 | Alexandre Golovine   | 88e |     |
|                         | 10 | Fiodor Smolov        |     | 70e |
| Remplaçants :           |    |                      |     |     |
|                         | 06 | Denis Tcherychev     |     | 24e |
|                         | 07 | Daler Kouziaïev      |     | 64e |
|                         | 22 | Artiom Dziouba       |     | 70e |
| Sélectionneur :         |    |                      |     |     |
| Stanislav Tchertchessov |    |                      |     |     |

| ARABIE SAOUDITE :  |    |                     |       |     |
|                    |    |                     |       |     |
| Gardien de but     | 01 | Abdullah Al-Mayouf  |       |     |
|                    | 02 | Mohammed Al-Breik   |       |     |
|                    | 03 | Osama Hawsawi       |       |     |
|                    | 05 | Omar Hawsawi        |       |     |
|                    | 13 | Yasser al-Shahrani  |       |     |
|                    | 07 | Salman Al-Faraj     |       |     |
|                    | 14 | Abdullah Otayf      |       | 64e |
|                    | 17 | Taisir al-Jassim    | 90+3e |     |
|                    | 18 | Salem al-Dossari    |       |     |
|                    | 08 | Yahya al-Shehri     |       | 72e |
|                    | 10 | Mohammad al-Sahlawi |       | 85e |
| Remplaçants :      |    |                     |       |     |
|                    | 19 | Fahad al-Muwallad   |       | 64e |
|                    | 09 | Hattan Bahebri      |       | 72e |
|                    | 20 | Muhannad Assiri     |       | 85e |
| Sélectionneur :    |    |                     |       |     |
| Juan Antonio Pizzi |    |                     |       |     |

| Assistants : Hérnan Maidana Juan Pablo Bellati Quatrième arbitre : Sandro Ricci Cinquième arbitre : Milovan Ristić Arbitre vidéo : Massimiliano Irrati Assistants arbitre vidéo : Carlos Astroza Mauro Vigliano Daniele Orsato Homme du Match : Denis Tcherychev |

#### Uruguay - Arabie saoudite
| Match 18                                                 | Uruguay                           | 1 - 0   | Arabie saoudite | Rostov Arena, Rostov-sur-le-Don                 |                                                 |
| 20 juin 2018 · 18:00 (UTC+3) · Historique des rencontres | ( Carlos Sánchez) Luis Suárez 23e | (1 - 0) |                 | Spectateurs : 42 678 Arbitrage : Clément Turpin | Spectateurs : 42 678 Arbitrage : Clément Turpin |
| 20 juin 2018 · 18:00 (UTC+3) · Historique des rencontres | Rapport                           |         |                 | Spectateurs : 42 678 Arbitrage : Clément Turpin | Spectateurs : 42 678 Arbitrage : Clément Turpin |

| Uruguay | Arabie saoudite |

| URUGUAY :       |    |                    |  |     |
|                 |    |                    |  |     |
| Gardien de but  | 01 | Fernando Muslera   |  |     |
|                 | 04 | Guillermo Varela   |  |     |
|                 | 02 | José Giménez       |  |     |
|                 | 03 | Diego Godín        |  |     |
|                 | 22 | Martín Cáceres     |  |     |
|                 | 05 | Carlos Sánchez     |  | 82e |
|                 | 15 | Matías Vecino      |  | 59e |
|                 | 06 | Rodrigo Bentancur  |  |     |
|                 | 07 | Cristian Rodríguez |  | 59e |
|                 | 09 | Luis Suárez        |  |     |
|                 | 21 | Edinson Cavani     |  |     |
| Remplaçants :   |    |                    |  |     |
|                 | 17 | Diego Laxalt       |  | 59e |
|                 | 14 | Lucas Torreira     |  | 59e |
|                 | 08 | Nahitan Nández     |  | 82e |
| Sélectionneur : |    |                    |  |     |
| Óscar Tabárez   |    |                    |  |     |

| ARABIE SAOUDITE :  |    |                     |  |     |
|                    |    |                     |  |     |
| Gardien de but     | 22 | Mohammed Al-Owais   |  |     |
|                    | 06 | Mohammed Al-Breik   |  |     |
|                    | 03 | Osama Hawsawi       |  |     |
|                    | 04 | Ali Al-Bulaihi      |  |     |
|                    | 13 | Yasser al-Shahrani  |  |     |
|                    | 14 | Abdullah Otayf      |  |     |
|                    | 07 | Salman Al-Faraj     |  |     |
|                    | 17 | Taisir al-Jassim    |  | 44e |
|                    | 09 | Hattan Bahebri      |  | 75e |
|                    | 18 | Salem al-Dossari    |  |     |
|                    | 19 | Fahad al-Muwallad   |  | 78e |
| Remplaçants :      |    |                     |  |     |
|                    | 16 | Housain Al-Mogahwi  |  | 44e |
|                    | 12 | Mohamed Kanno       |  | 75e |
|                    | 10 | Mohammad al-Sahlawi |  | 78e |
| Sélectionneur :    |    |                     |  |     |
| Juan Antonio Pizzi |    |                     |  |     |

| Assistants : Nicolas Danos Cyril Gringore Quatrième arbitre : John Pitti Cinquième arbitre : Gabriel Victoria Arbitre vidéo : Szymon Marciniak Assistants arbitre vidéo : Paweł Gil Pawel Sokolnick Daniele Orsato Homme du Match : Luis Suárez |

#### Égypte - Arabie saoudite
| Match 34                                                 | Arabie saoudite                                                         | 2 - 1   | Égypte                             | Volgograd Arena, Volgograd                     |                                                |
| 25 juin 2018 · 17:00 (UTC+3) · Historique des rencontres | Salman Al-Faraj 45+6e (pen.) · ( Abdullah Otayf) Salem al-Dossari 90+5e | (1 - 1) | 22e Mohamed Salah (Abdallah Saïd ) | Spectateurs : 36 823 Arbitrage : Wilmar Roldán | Spectateurs : 36 823 Arbitrage : Wilmar Roldán |
| 25 juin 2018 · 17:00 (UTC+3) · Historique des rencontres | Rapport                                                                 |         |                                    | Spectateurs : 36 823 Arbitrage : Wilmar Roldán | Spectateurs : 36 823 Arbitrage : Wilmar Roldán |

| Arabie saoudite | Égypte |

| ARABIE SAOUDITE :  |    |                    |  |     |
|                    |    |                    |  |     |
| Gardien de but     | 21 | Yasser Al-Mosailem |  |     |
|                    | 06 | Mohammed Al-Breik  |  |     |
|                    | 03 | Osama Hawsawi      |  |     |
|                    | 23 | Motaz Hawsawi      |  |     |
|                    | 13 | Yasser al-Shahrani |  |     |
|                    | 14 | Abdullah Otayf     |  |     |
|                    | 07 | Salman Al-Faraj    |  |     |
|                    | 16 | Housain Al-Mogahwi |  |     |
|                    | 09 | Hattan Bahebri     |  | 65e |
|                    | 18 | Salem al-Dossari   |  |     |
|                    | 19 | Fahad al-Muwallad  |  | 79e |
| Remplaçants :      |    |                    |  |     |
|                    | 20 | Muhannad Assiri    |  | 65e |
|                    | 08 | Yahya al-Shehri    |  | 79e |
| Sélectionneur :    |    |                    |  |     |
| Juan Antonio Pizzi |    |                    |  |     |

| ÉGYPTE :        |    |                     |       |       |
|                 |    |                     |       |       |
| Gardien de but  | 01 | Essam el-Hadari     |       |       |
|                 | 07 | Ahmed Fathi         | 86e   |       |
|                 | 02 | Ali Gabr            | 45+5e |       |
|                 | 06 | Ahmed Hegazi        |       |       |
|                 | 13 | Mohamed Abdel-Shafi |       |       |
|                 | 17 | Mohamed Elneny      |       |       |
|                 | 08 | Tarek Hamed         |       |       |
|                 | 10 | Mohamed Salah       |       |       |
|                 | 19 | Abdallah Saïd       |       | 45+7e |
|                 | 21 | Trezeguet           |       | 81e   |
|                 | 09 | Marwan Mohsen       |       | 64e   |
| Remplaçants :   |    |                     |       |       |
|                 | 22 | Amr Warda           |       | 45+7e |
|                 | 14 | Ramadan Sobhi       |       | 64e   |
|                 | 11 | Mahmoud Kahraba     |       | 81e   |
| Sélectionneur : |    |                     |       |       |
| Héctor Cúper    |    |                     |       |       |

| Assistants : Alexander Guzmán Cristian de la Cruz Quatrième arbitre : Ricardo Montero Cinquième arbitre : Hiroshi Yamauchi Arbitre vidéo : Artur Soares Dias Assistants arbitre vidéo : Tiago Martins Carlos Astroza Wilton Sampaio Homme du Match : Mohamed Salah |

## Statistiques

### Temps de jeu
| Joueur                   |          |          |          | TT       | But inscrit | Passe décisive | MJ       | MT       | Légende |
| ------------------------ | -------- | -------- | -------- | -------- | ----------- | -------------- | -------- | -------- | --- |
| Gardiens                 | Gardiens | Gardiens | Gardiens | Gardiens | Gardiens    | Gardiens       | Gardiens | Gardiens | Abréviations et symboles : TT : Total de minutes jouées MJ : Nombre de matchs joués MT : Matchs joués en tant que titulaire : but : passe décisive : joueur entré : joueur remplacé : capitaine : carton jaune : carton rouge |
| Abdullah Al-Mayouf       | 90       | -        | -        | 90       | -           | -              | 1        | 1        | Abréviations et symboles : TT : Total de minutes jouées MJ : Nombre de matchs joués MT : Matchs joués en tant que titulaire : but : passe décisive : joueur entré : joueur remplacé : capitaine : carton jaune : carton rouge |
| Yasser Al-Mosailem       | -        | -        | 90       | 90       | -           | -              | 1        | 1        | Abréviations et symboles : TT : Total de minutes jouées MJ : Nombre de matchs joués MT : Matchs joués en tant que titulaire : but : passe décisive : joueur entré : joueur remplacé : capitaine : carton jaune : carton rouge |
| Mohammed Al-Owais        | -        | 90       | -        | 90       | -           | -              | 1        | 1        | Abréviations et symboles : TT : Total de minutes jouées MJ : Nombre de matchs joués MT : Matchs joués en tant que titulaire : but : passe décisive : joueur entré : joueur remplacé : capitaine : carton jaune : carton rouge |
| Défenseurs               |          |          |          |          |             |                |          |          | Abréviations et symboles : TT : Total de minutes jouées MJ : Nombre de matchs joués MT : Matchs joués en tant que titulaire : but : passe décisive : joueur entré : joueur remplacé : capitaine : carton jaune : carton rouge |
| Mansoor al-Harbi         | -        | -        | -        | -        | -           | -              | -        | -        | Abréviations et symboles : TT : Total de minutes jouées MJ : Nombre de matchs joués MT : Matchs joués en tant que titulaire : but : passe décisive : joueur entré : joueur remplacé : capitaine : carton jaune : carton rouge |
| Osama Hawsawi            | 90       | 90       | 90       | 270      | -           | -              | 3        | 3        | Abréviations et symboles : TT : Total de minutes jouées MJ : Nombre de matchs joués MT : Matchs joués en tant que titulaire : but : passe décisive : joueur entré : joueur remplacé : capitaine : carton jaune : carton rouge |
| Ali Al-Bulaihi           | -        | 90       | -        | 90       | -           | -              | 1        | 1        | Abréviations et symboles : TT : Total de minutes jouées MJ : Nombre de matchs joués MT : Matchs joués en tant que titulaire : but : passe décisive : joueur entré : joueur remplacé : capitaine : carton jaune : carton rouge |
| Omar Hawsawi             | 90       | -        | -        | 90       | -           | -              | 1        | 1        | Abréviations et symboles : TT : Total de minutes jouées MJ : Nombre de matchs joués MT : Matchs joués en tant que titulaire : but : passe décisive : joueur entré : joueur remplacé : capitaine : carton jaune : carton rouge |
| Mohammed Al-Breik        | 90       | 90       | 90       | 270      | -           | -              | 3        | 3        | Abréviations et symboles : TT : Total de minutes jouées MJ : Nombre de matchs joués MT : Matchs joués en tant que titulaire : but : passe décisive : joueur entré : joueur remplacé : capitaine : carton jaune : carton rouge |
| Yasser al-Shahrani       | 90       | 90       | 90       | 270      | -           | -              | 3        | 3        | Abréviations et symboles : TT : Total de minutes jouées MJ : Nombre de matchs joués MT : Matchs joués en tant que titulaire : but : passe décisive : joueur entré : joueur remplacé : capitaine : carton jaune : carton rouge |
| Motaz Hawsawi            | -        | -        | 90       | 90       | -           | -              | 1        | 1        | Abréviations et symboles : TT : Total de minutes jouées MJ : Nombre de matchs joués MT : Matchs joués en tant que titulaire : but : passe décisive : joueur entré : joueur remplacé : capitaine : carton jaune : carton rouge |
| Milieux                  |          |          |          |          |             |                |          |          | Abréviations et symboles : TT : Total de minutes jouées MJ : Nombre de matchs joués MT : Matchs joués en tant que titulaire : but : passe décisive : joueur entré : joueur remplacé : capitaine : carton jaune : carton rouge |
| Salman Al-Faraj          | 90       | 90       | 90       | 270      | 1           | -              | 3        | 3        | Abréviations et symboles : TT : Total de minutes jouées MJ : Nombre de matchs joués MT : Matchs joués en tant que titulaire : but : passe décisive : joueur entré : joueur remplacé : capitaine : carton jaune : carton rouge |
| Yahya al-Shehri          | 72       | -        | 11       | 83       | -           | -              | 2        | 1        | Abréviations et symboles : TT : Total de minutes jouées MJ : Nombre de matchs joués MT : Matchs joués en tant que titulaire : but : passe décisive : joueur entré : joueur remplacé : capitaine : carton jaune : carton rouge |
| Hattan Bahebri           | 18       | 75       | 65       | 158      | -           | -              | 3        | 2        | Abréviations et symboles : TT : Total de minutes jouées MJ : Nombre de matchs joués MT : Matchs joués en tant que titulaire : but : passe décisive : joueur entré : joueur remplacé : capitaine : carton jaune : carton rouge |
| Abdulmalek Al-Khaibri    | -        | -        | -        | -        | -           | -              | -        | -        | Abréviations et symboles : TT : Total de minutes jouées MJ : Nombre de matchs joués MT : Matchs joués en tant que titulaire : but : passe décisive : joueur entré : joueur remplacé : capitaine : carton jaune : carton rouge |
| Mohamed Kanno            | -        | 15       | -        | 15       | -           | -              | 1        | -        | Abréviations et symboles : TT : Total de minutes jouées MJ : Nombre de matchs joués MT : Matchs joués en tant que titulaire : but : passe décisive : joueur entré : joueur remplacé : capitaine : carton jaune : carton rouge |
| Abdullah Otayf           | 64       | 90       | 90       | 244      | -           | 1              | 3        | 3        | Abréviations et symboles : TT : Total de minutes jouées MJ : Nombre de matchs joués MT : Matchs joués en tant que titulaire : but : passe décisive : joueur entré : joueur remplacé : capitaine : carton jaune : carton rouge |
| Abdullah Al-Khaibari     | -        | -        | -        | -        | -           | -              | -        | -        | Abréviations et symboles : TT : Total de minutes jouées MJ : Nombre de matchs joués MT : Matchs joués en tant que titulaire : but : passe décisive : joueur entré : joueur remplacé : capitaine : carton jaune : carton rouge |
| Housain Al-Mogahwi       | -        | 46       | 90       | 136      | -           | -              | 2        | 1        | Abréviations et symboles : TT : Total de minutes jouées MJ : Nombre de matchs joués MT : Matchs joués en tant que titulaire : but : passe décisive : joueur entré : joueur remplacé : capitaine : carton jaune : carton rouge |
| Taisir al-Jassim         | 90       | 44       | -        | 134      | -           | -              | 2        | 2        | Abréviations et symboles : TT : Total de minutes jouées MJ : Nombre de matchs joués MT : Matchs joués en tant que titulaire : but : passe décisive : joueur entré : joueur remplacé : capitaine : carton jaune : carton rouge |
| Salem al-Dossari         | 90       | 90       | 90       | 270      | 1           | -              | 3        | 3        | Abréviations et symboles : TT : Total de minutes jouées MJ : Nombre de matchs joués MT : Matchs joués en tant que titulaire : but : passe décisive : joueur entré : joueur remplacé : capitaine : carton jaune : carton rouge |
| Attaquants               |          |          |          |          |             |                |          |          | Abréviations et symboles : TT : Total de minutes jouées MJ : Nombre de matchs joués MT : Matchs joués en tant que titulaire : but : passe décisive : joueur entré : joueur remplacé : capitaine : carton jaune : carton rouge |
| Mohammad al-Sahlawi      | 85       | 12       | -        | 97       | -           | -              | 2        | 1        | Abréviations et symboles : TT : Total de minutes jouées MJ : Nombre de matchs joués MT : Matchs joués en tant que titulaire : but : passe décisive : joueur entré : joueur remplacé : capitaine : carton jaune : carton rouge |
| Fahad al-Muwallad        | 26       | 78       | 79       | 183      | -           | -              | 3        | 2        | Abréviations et symboles : TT : Total de minutes jouées MJ : Nombre de matchs joués MT : Matchs joués en tant que titulaire : but : passe décisive : joueur entré : joueur remplacé : capitaine : carton jaune : carton rouge |
| Muhannad Assiri          | 5        | -        | 25       | 30       | -           | -              | 2        | -        | Abréviations et symboles : TT : Total de minutes jouées MJ : Nombre de matchs joués MT : Matchs joués en tant que titulaire : but : passe décisive : joueur entré : joueur remplacé : capitaine : carton jaune : carton rouge |
| TOTAL                    |          |          |          |          |             |                |          |          | Abréviations et symboles : TT : Total de minutes jouées MJ : Nombre de matchs joués MT : Matchs joués en tant que titulaire : but : passe décisive : joueur entré : joueur remplacé : capitaine : carton jaune : carton rouge |
| Équipe d'Arabie saoudite | 90       | 90       | 90       | 270      | 2           | 1              | 3        | -        | Abréviations et symboles : TT : Total de minutes jouées MJ : Nombre de matchs joués MT : Matchs joués en tant que titulaire : but : passe décisive : joueur entré : joueur remplacé : capitaine : carton jaune : carton rouge |

| Buts  | Joueurs          | Adversaires |
| ----- | ---------------- | ----------- |
| 1     | Salman Al-Faraj  | Égypte      |
| 1     | Salem al-Dossari | Égypte      |
| TOTAL | 2 BUTS           | 2 BUTS      |

| Passes | Joueurs          | Adversaires      |
| ------ | ---------------- | ---------------- |
| 1      | Abdullah Otayf   | Égypte           |
| TOTAL  | 1 PASSE DÉCISIVE | 1 PASSE DÉCISIVE |